# 黎场乡
黎场乡，是中华人民共和国重庆市石柱土家族自治县下辖的一个乡镇级行政单位。

## 行政区划
黎场乡下辖以下地区：
黎场村、秀才村、深溪村、江云村和天湾村。